# Johanna Eleonora De la Gardie
Johanna Eleonora De la Gardie (Amburgo, 26 giugno 1661 – Stoccolma, 27 dicembre 1708) è stata una scrittrice e poetessa svedese.

## Biografia
Figlia di Pontus Fredrik De la Gardie, e di sua moglie, Beata Elisabet von Königsmarck. Ricevette un'ottima educazione con la sorella Ebba Maria De la Gardie ed i suoi cugini Amalia Wilhelmina von Königsmarck e Aurora von Königsmarck; la sorella divenne un'apprezzata poetessa e cantante a corte. Fu dama di compagnia e, come la sorella, una favorita della regina, Ulrica Eleonora di Danimarca, ed era anche un'amica della regina madre, Edvige Eleonora di Holstein-Gottorp.
Sposò un suo cugino, il conte Erik Gustaf Stenbock nel 1691, e visse con lui in Inghilterra fino al 1697, dove divenne popolare presso la corte inglese e della regina Maria II d'Inghilterra.
Ha scritto la poesia francese Portrait d'Ismène per Ulrika Eleonora, e in lingua tedesca il salmo Weich, Falsche Welt.
Ha finanziato altri scrittori e poeti e sono iscritti come Samuel Triewald.